# Elimination Chamber 2018
Elimination Chamber 2018 è stata l'ottava edizione dell'omonimo evento in pay-per-view prodotto annualmente dalla WWE. L'evento, esclusivo del roster di Raw, si è svolto il 25 febbraio 2018 alla T-Mobile Arena di Paradise (Nevada).
Questa edizione ha visto il primo Elimination chamber match femminile della storia, oltre al primo Elimination chamber match maschile a sette uomini.

## Storyline
Alla Royal Rumble, Shinsuke Nakamura ha vinto il Royal Rumble match maschile eliminando per ultimo Roman Reigns e ha deciso di rimanere nel roster di SmackDown per sfidare il WWE Champion AJ Styles a WrestleMania 34. La sera dopo, a Raw, il general manager Kurt Angle ha annunciato che, ad Elimination Chamber, ci sarà un Elimination Chamber match per determinare il contendente n°1 all'Universal Championship di Brock Lesnar a WrestleMania. La sera stessa si sono svolti i primi tre match di qualificazione per l'omonimo pay-per-view: Braun Strowman ha sconfitto Kane in un Last Man Standing match, Elias ha sconfitto Matt Hardy e John Cena ha sconfitto Finn Bálor. Nella puntata di Raw del 5 febbraio, poi, si sono qualificati anche l'Intercontinental Champion The Miz e Roman Reigns (i quali hanno sconfitto rispettivamente Apollo Crews e Bray Wyatt). In quella stessa puntata, inoltre, Elias ha conquistato la possibilità di entrare per ultimo durante l'Elimination Chamber match avendo sconfitto Braun Strowman e John Cena in un Triple Threat match. Nella puntata di Raw del 12 febbraio, Finn Bálor e Seth Rollins hanno vinto in contemporanea un Fatal 5-Way match che comprendeva anche Apollo, Bray Wyatt e Matt Hardy con in palio l'ultima possibilità di inserirsi nell'Elimination Chamber match, trasformando di fatto tale match in un match a sette uomini. Quella stessa sera, inoltre, John Cena ha sconfitto The Miz e, di conseguenza, quest'ultimo dovrà entrare per primo durante l'Elimination Chamber match.
Nella puntata di Raw del 29 gennaio la commissioner Stephanie McMahon ha convinto Asuka, la quale aveva vinto l'inaugurale Royal Rumble match femminile la sera precedente, ad aspettare fino ad Elimination Chamber per decidere per quale titolo competere a WrestleMania 34, siccome la Raw Women's Champion Alexa Bliss dovrà difendere la propria cintura all'interno del primo Elimination Chamber match femminile della storia: in tale incontro, oltre alla campionessa, ci saranno anche Bayley, Mandy Rose, Mickie James, Sasha Banks e Sonya Deville.
Nella puntata di Raw del 5 febbraio, il general manager Kurt Angle ha annunciato che Nia Jax e Asuka si sfideranno a Elimination Chamber. Se Nia vincerà tale incontro, verrà inserita nel match per il Raw Women's Championship a Wrestlemania 34.
Nella puntata di Raw del 27 novembre 2017, Matt Hardy è stato sconfitto da Bray Wyatt. Al termine del match, Hardy ha avuto un crollo mentale che lo ha portato a sedersi in un angolo del ring, iniziando a gridare ripetutamente la parola "delete" (eliminare). Ciò ha portato Hardy ad intraprendere la gimmick di "Woken" Matt Hardy (gimmick simile a quella utilizzata ad Impact), che ha debuttato ufficialmente la settimana successiva interrompendo un promo di Wyatt. Nel corso del mese successivo, Hardy e Wyatt hanno continuato a confrontarsi con dei promo. Nella puntata di Raw 25 Years del 22 gennaio 2018, Wyatt ha sconfitto di nuovo Hardy. Alla Royal Rumble, i due hanno preso parte all'omonimo match, ma si sono eliminati a vicenda. Nella puntata di Raw del 19 febbraio è stato annunciato che Wyatt e Hardy si affronteranno ad Elimination Chamber.
Prima della Royal Rumble, il Titus Worldwide (Apollo e Titus O'Neil) hanno sconfitto per due volte i Raw Tag Team Champions Cesaro e Sheamus, prima che questi due sconfiggessero Jason Jordan e Seth Rollins conquistando i titoli (alla Rumble). Nella puntata di Raw del 29 gennaio il Titus Worldwide ha poi affrontato i neo campioni Cesaro e Sheamus con i palio i titoli di coppia di Raw ma sono stati sconfitti. Nella puntata di Raw del 19 febbraio Titus e Apollo hanno sconfitto Cesaro e Sheamus in un match non titolato, e in seguito hanno sfidato i campioni ad un match ad Elimination Chamber; tale incontro, in seguito, è stato confermato il 23 febbraio.
Il 23 febbraio è stato annunciato che Luke Gallows e Karl Anderson affronteranno il Miztourage (Bo Dallas e Curtis Axel) nel Kick-off dell'evento.
Nella puntata di Raw del 12 febbraio il General Manager Kurt Angle ha annunciato che ad Elimination Chamber ci sarà l'apparizione dell'ex-atleta UFC Ronda Rousey, la quale firmerà il contratto che la legherà alla WWE.

## Risultati
| #       | Incontri                                                                                       | Stipulazioni                                                                  | Durata |
| ------- | ---------------------------------------------------------------------------------------------- | ----------------------------------------------------------------------------- | ------ |
| Kickoff | Karl Anderson e Luke Gallows hanno sconfitto il Miztourage                                     | Tag team match                                                                | 08:50  |
| 1       | Alexa Bliss (c) ha sconfitto Bayley, Mandy Rose, Mickie James, Sasha Banks e Sonya Deville     | Elimination chamber match per il WWE Raw Women's Championship                 | 29:35  |
| 2       | Il Bar (c) ha sconfitto Apollo Crews e Titus O'Neil (con Dana Brooke)                          | Tag team match per il WWE Raw Tag Team Championship                           | 10:05  |
| 3       | Asuka ha sconfitto Nia Jax                                                                     | Single match                                                                  | 08:15  |
| 4       | Matt Hardy ha sconfitto Bray Wyatt                                                             | Single match                                                                  | 09:55  |
| 5       | Roman Reigns ha sconfitto Braun Strowman, Elias, Finn Bálor, John Cena, The Miz e Seth Rollins | Elimination chamber per determinare lo sfidante al WWE Universal Championship | 40:15  |

### Elimination chamber match femminile
| #          | Wrestler        | Ingresso | Eliminata da | Metodo di eliminazione | Tempo |
| ---------- | --------------- | -------- | ------------ | ---------------------- | ----- |
| 1ª         | Mandy Rose      | 3ª       | Sasha Banks  | Bank Statement         | 13:50 |
| 2ª         | Sonya Deville   | 1ª       | Mickie James | Lou Thesz Press        | 17:35 |
| 3ª         | Mickie James    | 5ª       | Bayley       | Bayley-to-Belly        | 18:00 |
| 4ª         | Bayley          | 2ª       | Alexa Bliss  | Roll-up                | 25:30 |
| 5ª         | Sasha Banks     | 4ª       | Alexa Bliss  | DDT                    | 29:35 |
| Vincitrice | Alexa Bliss (c) | 6ª       | —            | —                      | 29:35 |

### Elimination chamber match maschile
| #         | Wrestler       | Ingresso | Eliminato da   | Metodo di eliminazione | Tempo |
| --------- | -------------- | -------- | -------------- | ---------------------- | ----- |
| 1°        | The Miz        | 1°       | Braun Strowman | Running Powerslam      | 20:20 |
| 2°        | Elias          | 7°       | Braun Strowman | Powerslam              | 25:55 |
| 3°        | John Cena      | 4°       | Braun Strowman | Powerslam              | 26:25 |
| 4°        | Finn Bálor     | 3°       | Braun Strowman | Powerslam              | 30:45 |
| 5°        | Seth Rollins   | 2°       | Braun Strowman | Powerslam              | 36:40 |
| 6°        | Braun Strowman | 6°       | Roman Reigns   | Spear                  | 40:15 |
| Vincitore | Roman Reigns   | 5°       | —              | —                      | 40:15 |